# Cristacirrhitus punctatus
Cristacirrhitus punctatus är en fiskart som först beskrevs av Cuvier 1829.  Cristacirrhitus punctatus ingår i släktet Cristacirrhitus och familjen Cirrhitidae. Inga underarter finns listade i Catalogue of Life.